# 北京大学附属中学红旗战斗小组
北京大学附属中学红旗战斗小组，简称北大附中“红旗战斗小组”，是文化大革命初期北大附中的一些中学生创建的红卫兵组织，与清华附中红卫兵性质类似，属于“老红卫兵”组织。

## 背景
1966年5月16日，中共中央政治局通过了康生、陈伯达起草、毛泽东修改的《中国共产党中央委员会通知》（即《五一六通知》），文化大革命正式爆发。
1966年5月25日，聂元梓等七人在北大附中的上级单位北京大学贴出了题为《宋硕、陆平、彭珮云在文化革命中究竟干些甚么？》的第一张大字报，批判北京大学党委和北京市委。此时一直身在杭州的毛泽东大举赞扬这是「全国第一张马列主义大字报」，6月1日亲自写了批语：“此文可以由新华社全文广播，在全国各报刊发表，十分必要。北京大学这个反动堡垒，从此可以开始打破。”由于毛泽东的批准，中央人民广播电台立即于当晚八时，向全国广播这张大字报的内容。
作为北京大学的附属中学，北大附中的高干子女较多，他们能获取更多党内政治的信息，对即将到来的文化大革命提前做了一些准备。

## 成立
据“红旗战斗小组”的创立者之一王宁回忆：为了应对即将到来的文化革命，牛皖平、宫小吉、彭小蒙等干部子女在1966年5月份已经萌生了创建学生组织的念头。据彭小蒙回忆：“《五一六通知》下达到部级时，我们就知道了。我们将它连夜抄了出来，从通知中，我们认识到问题的严重性，“文革”不仅是教育制度的问题，而是要同修正主义斗争，是关系到国家命运、前途、将来的面貌的大事，也是关系到世界革命的大事。”1966年5月29日清华附中宣布成立了文革中第一个红卫兵组织，牛皖平、宫小吉、彭小蒙等人得知后遂决定成立“红旗战斗小组”。主要领导成员：
司令：牛皖平（牛正中之子）
副司令：宫小吉（宫乃泉之子）
宣传部长：彭小蒙（彭炎之女）
组织部长：钟解放（钟民之子）
保卫部长：王宁

## 批判学校领导
1966年6月2日，北大附中党支部书记刘美德在校园广播中宣布：“同学们，昨天晚上，中央人民广播电台广播了北大的大字报，今天不上课了，大家可以到北大看大字报，对校党支部有什么意见也可以写大字报。”北大附中停课，“红旗战斗小组”开始在学校中招收“红五类”成员，并张贴大字报批判校党支部执行“修正主义教育路线”。
1966年6月4日，“红旗战斗小组”文娱委员少华为同组学生阎恒的快板诗《文化革命干一场》谱曲，以此作为本组织战歌。同年7月1日在海淀区各中等学校红卫兵集会上演出，并从此跨出校门在社会上广为传唱，在传唱过程中被定名为《革命造反歌》。
1966年6月4日，在毛泽东批示同意后，由中共中央派遣的以张承先为首的工作组入驻北大，代行党委职责，工作组同日入驻北大附中。工作组进校后成立了“文化革命领导小组”，由工作组领导人、出身好的教师和学生代表组成。“红旗战斗小组”的牛皖平、宫小吉、彭小蒙也加入其中。
1966年6月8日晚上，刘美德被曾上过她化学课的几个学生用手臂粗的木棍殴打，木棍被打断。
1966年6月18日，北大发生了“618事件”，上午，哲学系若干学生把本系的“黑帮分子”（社教运动中的右派）揪来，在38号宿舍楼楼门口的台阶上进行批斗。别系的学生纷纷效仿，揪来了他们系或校一级的“黑帮分子”。学生把厕所里装便纸的铁丝篓拿来，套在被斗者头上，又朝他们头上脸上浇黑墨汁和红蓝墨水，逼他们下跪，拳脚相加，斗毕押往校园游街。  无线电系学生夏林翰混入生物系斗争会，上台扯掉被批判女性的裤子，此外还有其他人趁乱猥亵女性。
事件发生后，工作组于当天晚上召开会议，要求学生对事件进行讨论，吸取教训。由于工作组倾向于认为这是反革命事件，北大学生和附中学生中的激进分子便贴出大字报，说工作组推行反动路线，已成为革命的绊脚石，必须赶走。

## 血统论思想和与工作组的冲突
由于“红旗战斗小组”不满工作组压制学生对老师的批斗，工作组也反对“红旗战斗小组”的血统论思想，“在7月间，两者的关系转为斗争，最终在毛泽东和中央文革小组的支持下，“红旗战斗小组”取得胜利。
1966年7月3日，北大工作组副组长张德华在北大附中召开座谈会，表示“红旗战斗小组”有“方针性错误”，提议用分化中间，先拉群众，鼓励少数的方法打垮“红旗战斗小组”。
1966年7月5日，北大附中内贴出“老子英雄儿好汉，老子反动儿混蛋”的对联，据彭小蒙回忆：作者为“红旗战斗小组”成员，某刘姓中将之子，起因是在前一日其批判葛佩琦（人民大学教师，著名右派）的儿子朱彤时被骂了一句“混蛋”。工作组看到对联后表示反对，要求“红旗战斗小组”取下对联，并向朱彤道歉，“红旗战斗小组”拒绝。
1966年7月8日，“红旗战斗小组”发表文章《烈火包不住，揭开这个盖子》，其内容深受血统论影响，如：“我们的老子抛尽碧血打江山，今天的江山应由谁来保？你们从小就过舒服的日子生活……革命怎能交给你们？”“工人、贫下中农、革干子弟在运动中表现最积极、革命造反精神最强烈！立场最鲜明！对毛主席，对共产党、对社会主义最热爱，对资产阶级保皇派斗争最狠！”。之后又有《自来红们站起来了！》等大字报，宣扬血统论思想。
1966年7月11日，北大工作组组长张承先在北大附中召开部分师生座谈会，批评“红旗战斗小组”是“关门主义”、“宗派主义”，“红旗战斗小组”人数迅速由三百多人锐减至一百多人。
1966年7月13日，刘少奇、邓小平在规划北京市中学生文化革命时，指示应当以工作组为主，把红卫兵等左派组织置于党、团领导之下。7月19-23日，在文革情况汇报会上，毛泽东指责工作组“镇压学生运动”。24日，毛泽东召集中央常委和中央文革小组成员开会，批评了刘少奇和邓小平，作出了撤销工作组的决定。
1966年7月25日晚，康生、陈伯达、江青等人来到北京大学召开万人参加的“北京大学全体师生员工辩论大会”，会上彭小蒙代表“红旗战斗小组”发言，即兴发表了言词激烈的批判工作组的造反演说，并表示“毛主席是我们心中的红太阳”，当场受到江青的赞扬。7月26日，江青等人再次来到北京大学召开万人“辩论大会”，会上陈伯达尖锐的批评了以张承先为首的工作组。随后，李雪峰代表北京市委宣布撤销北大的工作组，北大附中的工作组亦随之撤销。
1966年7月28日，在北京原苏联展览馆的电影院举行了海淀区中学生大会，中央文革小组成员也参加，会后江青将清华附中卜大华等人6月24日写的《论无阶级革命造反精神万岁》、《再论无阶级革命造反精神万岁》和彭小蒙7月25日在北大的讲演稿交给毛泽东。
1966年8月1日，毛泽东做出回复《给清华大学附属中学红卫兵的信》，信中同时称赞了彭小蒙7月25日在北大的发言。8月2日晚，清华附中红卫兵办公室接到电话得知毛泽东回信，8月3日，王任重将清华附中红卫兵召至钓鱼台，向其正式传达了毛泽东的回信。清华附中红卫兵们迅速誊抄并默念、背诵毛泽东回信，聚集讨论回信内容，向父母、朋友写信通知。三篇大字报8月被《人民日报》和《红旗》杂志第11期全文刊出，迅速成为全国文革群众运动的冲锋号。
据彭小蒙回忆，在毛泽东支持之前，他们“红旗战斗小组”得到的信息是，不少上层领导人支持他们。她说，他们受到工作组打击而没有垮，是和这种情况有关系的。曾经被红卫兵冲击的清华附中校长和工作组组长1988年和1989年也曾经对表示，他们感到这些干部子女背后有党内更高领导层次某些领导人的鼓励和支持。

## 声名大振与暴力活动
1966年8月6日，“中央文革小组”的陈伯达、江青等在北京天桥剧场接见红卫兵，会上江青明确表示不同意“老子英雄儿好汉，老子反动儿混蛋”的对联，但同时王任重和康生都表示了对“红卫兵”和“红旗战斗小组”的支持。
1966年8月18日，毛泽东在天安门城楼上第一次接见红卫兵，“红旗战斗小组”的彭小蒙在天安门城楼上作为革命学生代表讲话，整个接见过程都向全国广播。
1966年8月27日，北大附中“红旗战斗小组”红卫兵抄了中国科学院气体厂工人陈彦荣的家，并把他和妻子刘万才一起抓到北京大学附属中学拷打。当天夜里陈彦荣被打死。时年37岁。他的妻子第二天被放回家，遍体鳞伤。“红旗”红卫兵把陈彦荣的尸体与另一同时被打死的人一起送火葬场烧掉，不留骨灰，但是要陈家付出28元钱火葬费。

## 与“联动”的关系
1966年8月25日，西纠成立，之后101中、八一中学、十一中学等中学以及清华附中、北大附中等高校附中联合成立了首都红卫兵纠察队分队海淀分队，简称“海纠”。
1966年9月后，造反派红卫兵逐渐得势，以中学生高干子女为骨干组成的“老红卫兵”因其对老干部的保守态度和血统论思想逐渐受到批评。
1966年11月15日，周恩来在接见天津大学等院校红卫兵代表时的讲话中，对彭小蒙做了批评：”新生事物开始时总是毛手毛脚的。红卫兵发展到现在还那样能行吗？小孩总是成长一段才教他走路，说话总不是一开始就教。北大附中的彭小蒙的讲话，开始总有些偏向，陈伯达同志曾批评过她，因为出现了严重错误。象谭力夫的发言，那就是错误的，六，七月里可以，到九月、十月再偏激就不应该了。”
1966年11月27日，北京市海淀区十几中学红卫兵负责人在北大附中分析形势，研究当前运动中的问题和对策，酝酿成立首都中学红卫兵联合行动委员会。12月5日，“联动成立”。它的组织机构采用集体协商的办法，各校派出一名联络员，主持常务工作，由京工附中的于增寿任总联络员，总部设在北大附中。宣传工作由北大附中负责，组织工作由石油附中负责，并委托北大附中的宮小吉起草《首都中学红卫兵联合行动委员会宣言》。
“联动”将批判的矛头指向了江青、戚本禹和中央文革小组，很快被宣布为“反革命组织”，成员被“造反派”红卫兵和警察抓捕。

## 释放
1967年4月，彭小蒙写了一封血书，向毛泽东申诉老红卫兵“忠于毛主席、忠于党、忠于革命”，血书交给28中的红卫兵汪春平（汪东兴之子），托其转交给汪东兴。4月22日，“联动”成员获释。